# Кумтогайський сільський округ
Кумтога́йський сільський округ (каз. Құмтоғай ауылдық округі, рос. Кумтогайский сельский округ) — адміністративна одиниця у складі Іргізького району Актюбінської області Казахстану. Адміністративний центр — село Кумтогай.
Населення — 903 особи (2021; 1105 у 2009, 1203 у 1999, 1268 у 1989).
Станом на 1989 рік існувала Кумтугайська сільська рада (села Каракудук, Карасай, Кумтугай).

## Склад
До складу округу входять такі населені пункти:
| Населений пункт | Колишні назви | Населення, осіб (1989) | Населення, осіб (1999) | Населення, осіб (2009) | Населення, осіб (2021) |
| --------------- | ------------- | ---------------------- | ---------------------- | ---------------------- | ---------------------- |
| Каракудик, село | Каракудук     | 336                    | 234                    | 266                    | 208                    |
| Карасай, село   | -             | 260                    | 305                    | 244                    | 145                    |
| Кумтогай, село  | Кумтугай      | 672                    | 664                    | 595                    | 550                    |